# 松平頼覚
松平 頼覚（まつだいら よりあき）は、江戸時代後期の高松松平家御厄介（一門）、松平大膳家第7代当主。通称は大膳。号は芝岳。

## 略歴
5代・松平頼格の子として誕生。
天保7年（1836年）、家督を相続した。文久3年（1863年）、藩主・松平頼聰の名代として上京して京都警備の任に就く。元治元年（1864年）6月に上京、7月の禁門の変の際に仙洞御所を守衛する。同年11月、第一次長州征討に出陣する。元治元年（1864年）、藩政相談役となり1000石の加増を受ける。
慶応3年（1867年）没。家督は嫡男・頼利が相続した。娘は藩主頼聰の養女として公家坊城俊章に嫁いでいる。

## 系譜
- 父：松平頼格
- 母：不詳
- 室：香西氏
  - 三男：松平頼纉（1841-1901）
- 生母不明の子女
  - 長男：松平頼利
  - 七女：久子 - 松平頼聰養女、坊城俊章室